# Sông Mackenzie
Sông Mackenzie (tiếng Slavey: Deh-Cho [tèh tʃʰò], nghĩa đen là sông lớn; Inuvialuktun: Kuukpak [kuːkpɑk] nghĩa đen là sông lớn; tiếng Pháp: Fleuve (de) Mackenzie) là một con sông nằm trong rừng phương bắc Canada. Nó cùng với Slave, Peace và Finlay, trở thành hệ thống sông dài nhất ở Canada và là lưu vực thoát nước lớn thứ hai ở Bắc Mỹ, chỉ xếp sau sông Mississippi.
Sông Mackenzie chảy qua một vùng rừng và vùng lãnh nguyên rộng lớn, dân cư thưa thớt, hoàn toàn nằm trong Lãnh thổ Tây Bắc của Canada, mặc dù nhiều nhánh của nó chảy vào 5 tỉnh và vùng lãnh thổ khác của Canada. Dòng chính của con sông dài 1.738 km (1.080 mi), chảy theo hướng Bắc-Tây Bắc từ Hồ Slave Lớn vào Bắc Băng Dương, nơi nó tạo thành một vùng đồng bằng rộng lớn ở cửa sông. Lưu vực sông rộng lớn của nó chiếm khoảng 20% diện tích Canada. Đây là con sông lớn nhất chảy vào Bắc Cực từ Bắc Mỹ, và bao gồm các nhánh của nó có tổng chiều dài 4.241 k, (2.635 mi), khiến nó trở thành hệ thống sông dài thứ 13 trên thế giới.
Nguồn cuối cùng của sông Mackenzie là Hồ Thutade, ở Nội địa phía Bắc của British Columbia. Thung lũng Mackenzie được cho là con đường mà người tiền sử đã đi trong cuộc di cư đầu tiên của con người từ châu Á đến Bắc Mỹ hơn 10.000 năm trước, mặc dù có rất ít bằng chứng. Người Inuvialuit, người Gwich'in và các dân tộc bản địa khác sống dọc theo thung lũng Mackenzie trong hàng nghìn năm. Con sông cung cấp tuyến đường chính vào nội địa phía Bắc của Canada cho những nhà thám hiểm châu Âu đầu tiên.
Phát triển kinh tế dọc theo sông vẫn còn hạn chế. Trong thế kỷ XIX, buôn bán lông thú đã trở thành một ngành kinh doanh sinh lời, nhưng việc này bị ảnh hưởng bởi điều kiện thời tiết khắc nghiệt. Việc phát hiện ra dầu mỏ tại Norman Wells vào những năm 1920 đã bắt đầu thời kỳ công nghiệp hóa ở thung lũng Mackenzie. Khoáng sản kim loại đã được tìm thấy dọc theo rìa phía Đông và phía Nam của lưu vực; chúng bao gồm uranium, vàng, chì và kẽm. Ngành nông nghiệp vẫn phổ biến dọc theo phía Nam, đặc biệt là ở khu vực sông Peace. Nhiều nhánh và thượng nguồn khác nhau của sông đã được phát triển để sản xuất thủy điện, kiểm soát lũ lụt và tưới tiêu.

## Dòng chảy
Khởi nguồn từ vùng đầm lầy ở cực tây của hồ Great Slave, sông Mackenzie chảy theo hướng chung là tây-tây bắc trong khoảng 300 km (190 mi), qua các làng nhỏ của Fort Providence và Brownings Landing. Tại Fort Simpson sông Mackenzie hợp lưu với sông Liard, chi lưu lớn nhất của nó, sau đó chảy hướng về Bắc Cực, song song với dãy núi Franklin. Sông Keele đổ nước vào từ phía tả, 100 km (62 mi) phía trên Tulita, nơi sông Great Bear hợp vào Mackenzie. Ngay trước khi băng qua Vòng Cực Bắc, Mackenzie chảy qua Norman Wells, sau đó tiếp tục theo hướng tây bắc và nhận nước từ Arctic Red và Peel. Sông Mackenzie cuối cùng đổ ra biển Beaufort, một phần của Bắc Băng Dương, qua một đồng bằng Mackenzie rộng lớn.
Trong suốt chiều dài, sông Mackenzie là một tuyến đường thủy rộng và chảy chậm; độ cao của sông chỉ hạ 156 mét (512 ft) từ nguồn đến cửa sông. Đây là một sông có nhiều dải nước trong phần lớn chiều dài, đặc trưng bởi các bãi cát và có nhiều dòng chảy phụ. Lòng sông rộng 2 đến 5 km (1,2 đến 3,1 mi) và sâu 8 đến 9 m (26 đến 30 ft) ở hầu hết các đoạn, và do đó tàu bè có thể đi lại một cách dễ dàng ngoại trừ khi sông bị đóng băng vào mùa đông. Tuy nhiên, có một số nơi lòng sông bị thu hẹp chỉ còn dưới nửa km (0,3 mi) với dòng chảy khá nhanh, như tại Sans Sault Rapids ở điểm hợp lưu với sông Mountain và "The Ramparts", một hẻm núi sâu 40 m (130 ft) ở phía nam của Fort Good Hope.

## Lưu vực
Với 1.805.200 kilômét vuông (697.000 dặm vuông Anh), lưu vực sông Mackenzie là lưu vực sông lớn nhất tại Canada, chiếm gần 20% diện tích đất nước. Từ đầu nguồn xa nhất ở hồ Thutade trên dãy núi Omineca đến cửa sông, Mackenzie trải dài 4.241 km (2.635 mi) qua miền Tây Canada, khiến nó trở thành hệ thống sông dài nhất Canada và đứng thứ 13 thế giới. Sông đổ ra biển 325 kilômét khối (78 mi khối) nước mỗi năm, chiếm gần 11% tổng lượng nước mà các sông đổ vào Bắc Băng Dương. Lượng nước mà Mackenzie chảy ra giữ một vai trò quan trọng trong khí hậu địa phương trên vùng Bắc Băng Dương khi mà một lượng lớn nước ngọt ấm hơn sẽ hòa lẫn vào nước biển lạnh giá.
Nhiều lưu vực sông lớn của Bắc Mỹ có ranh giới với lưu vực sông Mackenzie. Phần lớn rìa phía tây của lưu vực sông Mackenzie chạy dọc theo đường phân thủy đại lục châu Mỹ. Đường phân thủy này tách biệt lưu vực sông Mackenzie với và các dòng đầu nguồn của các sông Pelly và Stewart thuộc lưu vực của sông Yukon, là sông chảy vào eo biển Bering; và các hệ thống sông sông Fraser và Columbia, cả hai đều chảy vào Thái Bình Dương. Dải đất thấp ở phía bắc phân tách lưu vực sông Mackenzie với các lưu vực sông của Anderson, Horton, Coppermine và Back– tất cả đều đổ vào Bắc Băng Dương. Phần lưu vực phía đông của sông Mackenzie giáp với lưu vực các sông Thelon và Churchill, cả hai đều đổ vào vịnh Hudson. Ở phía nam, lưu vực sông Mackenzie giáp với lưu vực sông Bắc Saskatchewan, một phần của hệ thống sông Nelson đổ ra vịnh Hudson sau khi đã tiêu nước cho hầu hết vùng nam-trung Canada.

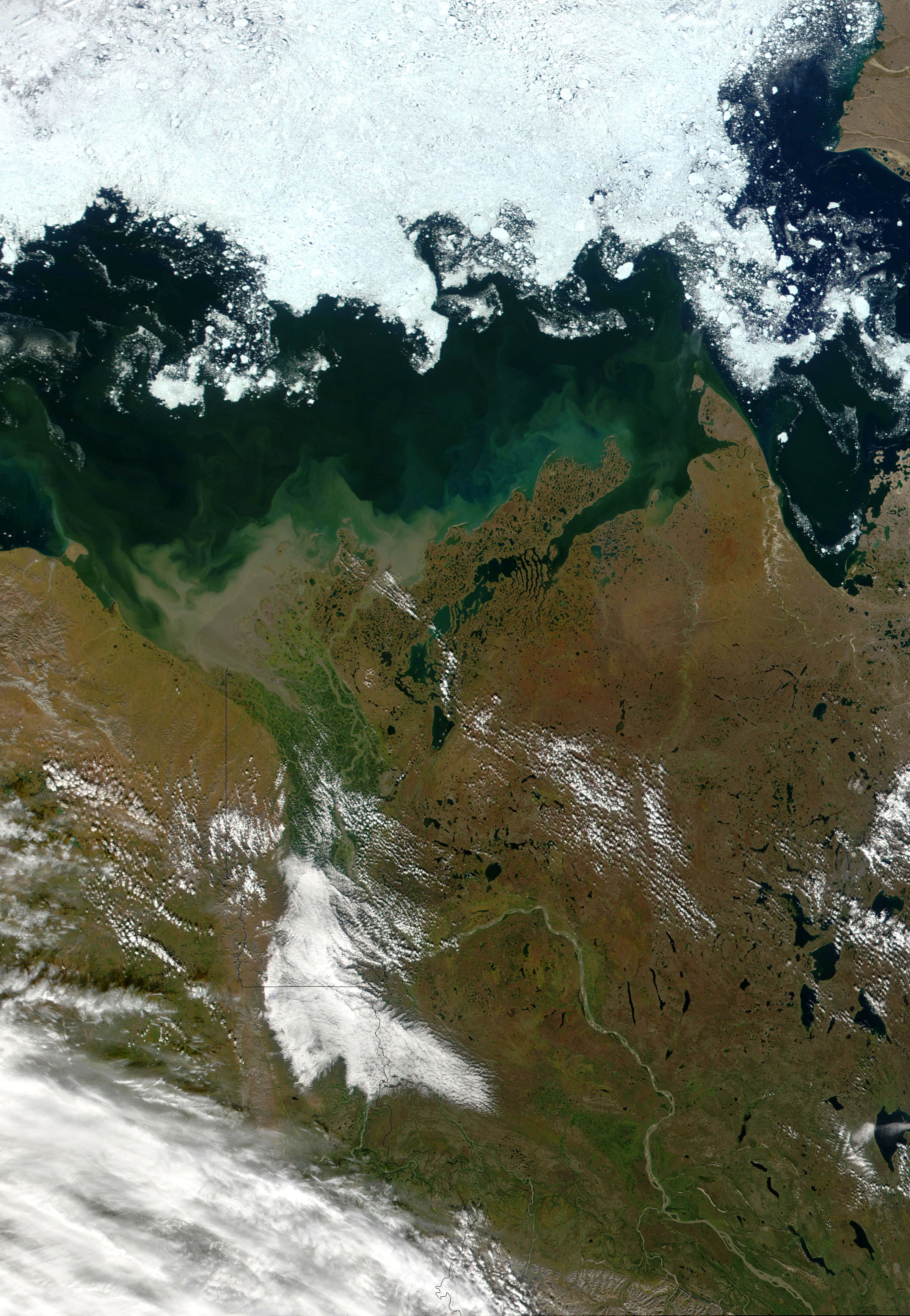
Hạ du sông Mackenzie nhìn từ vệ tinh

Thông qua nhiều chi lưu, lưu vực sông Mackenzie nằm trên địa phận năm tỉnh và lãnh thổ của Canada là British Columbia, Alberta, Saskatchewan, Các Lãnh thổ Tây Bắc và Lãnh thổ Yukon. Hai nhánh đầu nguồn lớn nhất là Peace và Athabasca, chúng có lưu vực chiếm phần lớn trung tâm vùng đồng cỏ Alberta và dãy núi Rocky ở phía bắc British Columbia sau đó hợp lưu vào sông Slave tại đồng bằng Peace-Athabasca gần hồ Athabasca, hồ này cũng nhận được các dòng chảy từ tây bắc Saskatchewan. Slave là sông chính của hồ Great Slave (chiếm khoảng 77% lượng nước); các dòng chảy vào hồ khác là Taltson, Lockhart và Hay, sông Hay cũng có dòng chảy trài dài đến Alberta và British Columbia. Các chi lưu trực tiếp của sông Mackenzie từ phía tây như Liard và Peel mang theo dòng nước từ các dãy núi ở miền đông Yukon.
Phần phía đông của lưu vực sông Mackenzie được thống trị bởi các rừng taiga rộng mênh mông và có nhiều hồ lớn nhất tại Bắc Mỹ. Cả về dung tích và diện tích bề mặt, hồ Great Bear là hồ lớn nhất trong lưu vực với diện tích bề mặt là 31.153 km2 (12.028 dặm vuông Anh) và dung tích là 2.236 km3 (536 mi khối). Hồ Great Slave nhỏ hơn một chút, với diện tích bề mặt là 28.568 km2 (11.030 dặm vuông Anh) và gồm 2.088 km3 (501 mi khối) nước, mặc dù nó có độ sâu lớn hơn đáng kể so với hồ Great Bear. Hồ lớn thứ ba là Athabasca, hồ này chỉ nhỏ hơn một phần ba về diện tích so với hai hồ trên với 7.800 km2 (3.000 dặm vuông Anh). Sáu hồ khác trong lưu vực có tổng diện tích bề mặt là 1.000 km2 (390 dặm vuông Anh), chúng gồm cả hồ Williston, hồ nhân tạo lớn thứ hai tại Bắc Mỹ, nằm trên sông Peace.
Với dòng chảy trung bình hàng năm là 9.910 m3/s (350.000 cu ft/s), sông Mackenzie có mức chảy lớn hơn bất kỳ sông nào tại Canada và lớn thứ 14 trên thế giới trong tiêu chí này. Khoảng 60% nước đến từ nửa phía tây của lưu vực, bao gồm các dãy núi Rocky, Selwyn và Mackenzie với các chi lưu chính Peace và Liard, đóng góp tương ứng là 23% và 27% tổng lưu lượng dòng chảy. Còn ở nửa phía đông thì ngược lại, mặc dù vùng này bị chi phối bởi các vùng đầm lầy và hồ nước rộng lớn, song lại chỉ cung cấp 25% tổng lưu lượng cho Mackenzie. Khi dòng chảy đạt đến đỉnh vào mùa xuân, sự khác biệt về lưu lượng giữa hai vùng đầu nguồn này thậm chí còn rõ nét hơn, khi có lượng tuyết và băng tan lớn làm tăng đáng kể mực nước tại các chi lưu ở phía tây của Mackenzie. Việc các đập băng bị vỡ sẽ khiến cho nhiệt độ dòng nước thay đổi đột ngột và khiến cho tình trạng lũ lụt càng trầm trọng.

## Các chi lưu

### Lớn nhất
| Tributary        | Chiều dài | Chiều dài | Lưu vực | Lưu vực | Lưu lượng | Lưu lượng |
| ---------------- | --------- | --------- | ------- | ------- | --------- | --------- |
|                  | km        | mi        | km²     | sq mi   | m³/s      | cu ft/s   |
| sông Liard       | 1,115     | 693       | 277.100 | 106.989 | 2.434     | 85.960    |
| sông Bắc Nahanni | 200       | 124       |         |         |           |           |
| sông Root        | 220       | 138       |         |         |           |           |
| sông Redstone    | 289       | 180       | 16.400  | 6.332   | 417       | 14.726    |
| sông Keele       | 410       | 255       | 19.000  | 7.340   | 600       | 21.200    |
| sông Great Bear  | 113       | 70        | 156.500 | 60.425  | 528       | 18.646    |
| sông Mountain    | 370       | 230       | 13.500  | 5.212   | 123       | 4.344     |
| sông Arctic Red  | 500       | 311       | 22.000  | 8.494   | 161       | 5.690     |
| sông Peel        | 580       | 360       | 28.400  | 10.965  | 689       | 24.332    |

### Danh sách đầy đủ
| Chi lưu                     | Tọa độ                                          |
| --------------------------- | ----------------------------------------------- |
| Hồ Great Slave              | 61°12′00″B 116°40′56″T / 61,19994°B 116,68219°T |
| sông Kakisa                 | 61°04′08″B 117°10′04″T / 61,06888°B 117,16782°T |
| sông Horn                   | 61°28′37″B 118°04′56″T / 61,47689°B 118,08234°T |
| sông Bouvier                | 61°13′56″B 119°02′09″T / 61,2323°B 119,03584°T  |
| sông Redknife               | 61°13′28″B 119°22′08″T / 61,22446°B 119,36891°T |
| sông Trout                  | 61°18′15″B 119°50′40″T / 61,30423°B 119,84453°T |
| sông Jean Marie             | 61°31′58″B 120°38′05″T / 61,53288°B 120,63469°T |
| sông Spence                 | 61°34′48″B 120°40′24″T / 61,58009°B 120,67331°T |
| sông Rabbitskin             | 61°46′56″B 120°41′51″T / 61,78209°B 120,69758°T |
| sông Liard                  | 61°51′01″B 121°18′07″T / 61,85037°B 121,30185°T |
| sông Harris                 | 61°52′22″B 121°19′33″T / 61,87277°B 121,3258°T  |
| sông Martin                 | 61°55′35″B 121°34′41″T / 61,92633°B 121,57814°T |
| sông Trail                  | 62°06′00″B 122°11′34″T / 62,10005°B 122,19286°T |
| sông North Nahanni          | 62°14′44″B 123°19′43″T / 62,24562°B 123,32874°T |
| sông Root                   | 62°26′13″B 123°18′37″T / 62,43685°B 123,3102°T  |
| sông Willowlake             | 62°41′55″B 123°06′53″T / 62,69863°B 123,1148°T  |
| River Between Two Mountains | 62°56′12″B 123°12′39″T / 62,93655°B 123,21081°T |
| sông Wrigley                | 63°14′39″B 123°35′13″T / 63,2441°B 123,58691°T  |
| sông Ochre                  | 63°28′05″B 123°41′23″T / 63,46801°B 123,68962°T |
| sông Johnson                | 63°42′53″B 123°54′45″T / 63,71486°B 123,91245°T |
| sông Blackwater             | 63°56′38″B 124°10′19″T / 63,94386°B 124,17194°T |
| sông Dahadinni              | 63°59′05″B 124°22′26″T / 63,98472°B 124,37399°T |
| sông Saline                 | 64°17′39″B 124°29′58″T / 64,29422°B 124,49947°T |
| sông Redstone               | 64°17′13″B 124°33′18″T / 64,28701°B 124,55492°T |
| sông Keele                  | 64°25′00″B 124°48′00″T / 64,41662°B 124,80005°T |
| sông Great Bear             | 64°54′24″B 125°36′01″T / 64,90671°B 125,60034°T |
| sông Little Bear            | 64°54′57″B 125°54′16″T / 64,91581°B 125,90435°T |
| sông Carcajou               | 65°37′28″B 128°43′01″T / 65,62446°B 128,71682°T |
| sông Mountain               | 65°40′27″B 128°50′19″T / 65,67409°B 128,83856°T |
| sông Donnely                | 65°49′34″B 128°50′55″T / 65,82613°B 128,84869°T |
| sông Tsintu                 | 66°07′55″B 129°02′28″T / 66,13182°B 129,04099°T |
| sông Hare Indian            | 66°17′38″B 128°37′26″T / 66,29391°B 128,62381°T |
| sông Loon                   | 66°28′11″B 128°58′15″T / 66,46969°B 128,97091°T |
| sông Tieda                  | 66°37′44″B 129°19′34″T / 66,62877°B 129,32616°T |
| sông Gillis                 | 66°43′45″B 129°47′26″T / 66,72907°B 129,79042°T |
| sông Gossage                | 66°59′33″B 130°16′02″T / 66,99237°B 130,26712°T |
| sông Thunder                | 67°28′41″B 130°54′24″T / 67,47803°B 130,90673°T |
| sông Tree                   | 67°15′11″B 132°34′13″T / 67,25315°B 132,5703°T  |
| sông Rabbit Hay             | 67°13′29″B 132°45′40″T / 67,22483°B 132,76102°T |
| sông Arctic Red             | 67°26′49″B 133°44′51″T / 67,447°B 133,74743°T   |
| sông Peel                   | 67°41′48″B 134°31′52″T / 67,69665°B 134,53102°T |
| sông Rengleng               | 67°48′17″B 134°04′17″T / 67,80485°B 134,07145°T |